# Nowy Świat-Uniwersytet
Nowy Świat-Uniwersytet – stacja linii M2 metra w Warszawie. Jest zlokalizowana w dzielnicy Śródmieście, wzdłuż ul. Świętokrzyskiej, pomiędzy ul. Czackiego i ul. Nowy Świat.
Pozwolenie na budowę obiektu zostało wydane 29 marca 2011, a właściwe prace budowlane związane z realizacją ścian szczelinowych rozpoczęto w październiku 2011. W sierpniu i wrześniu 2012 do stacji dotarły tarcze TBM drążące tunele, a na początku 2014 rozpoczęto zasypywanie stropu stacji. Do końca września 2014 zakończono wszelkie prace budowlane, wykończeniowe i instalacyjne, a wykonawca zgłosił obiekt jako gotowy do odbiorów technicznych. Zakończyły się one w połowie stycznia 2015, natomiast 20 lutego 2015 zostało wydane pozwolenie na użytkowanie stacji. 8 marca 2015 stacja została oddana do użytku.

## Historia

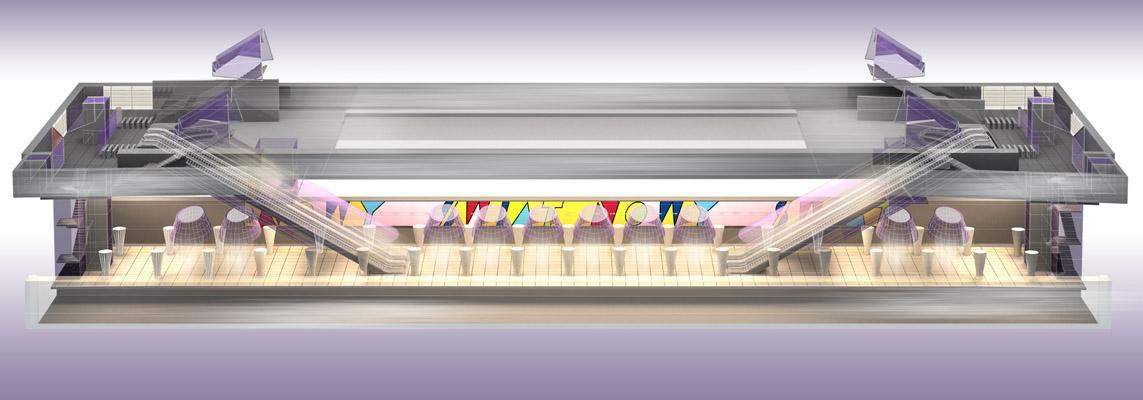
Wstępny projekt stacji autorstwa Andrzeja Chołdzyńskiego (2008)

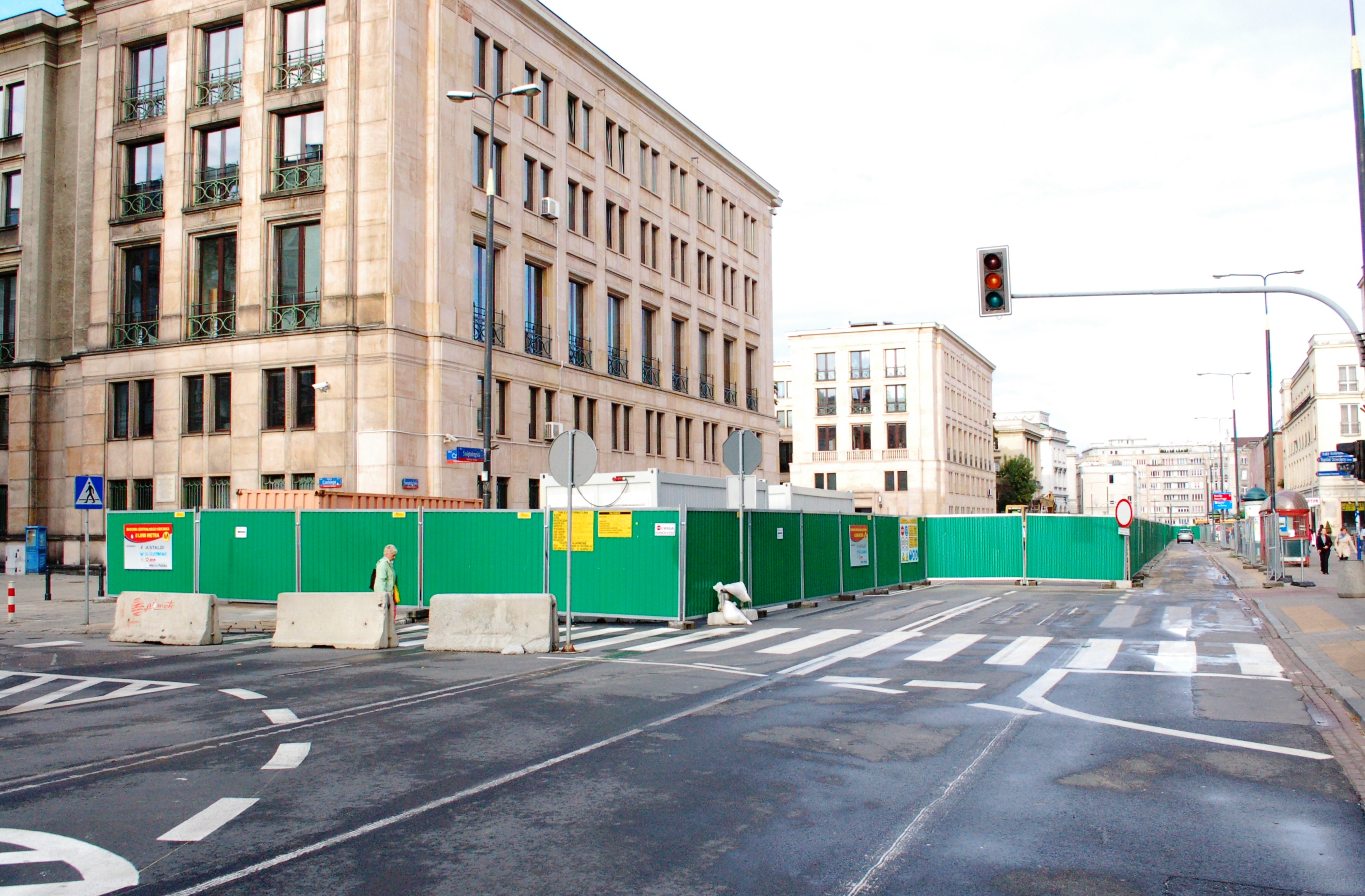
Budowa stacji (9 września 2011)

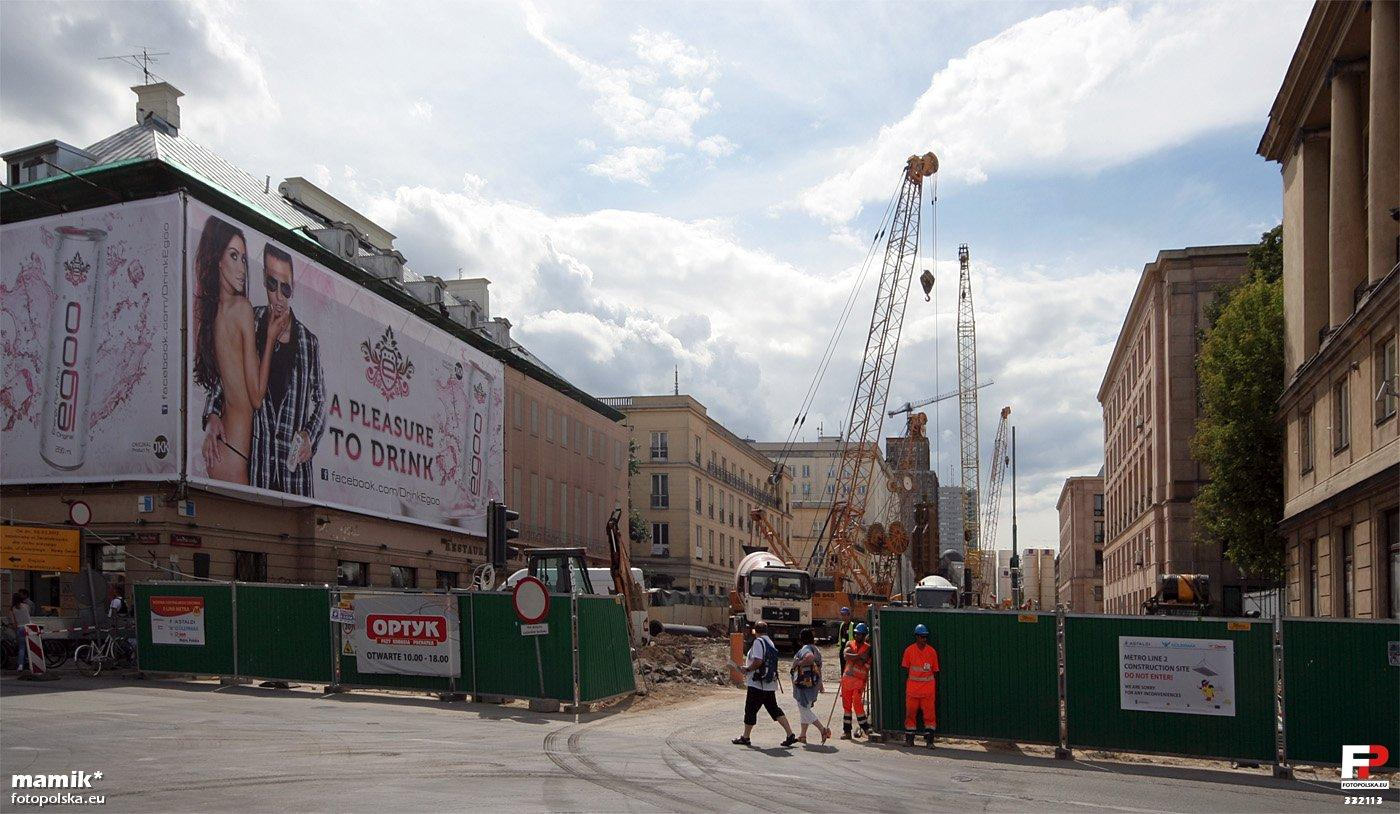
Budowa stacji (15 lipca 2012)

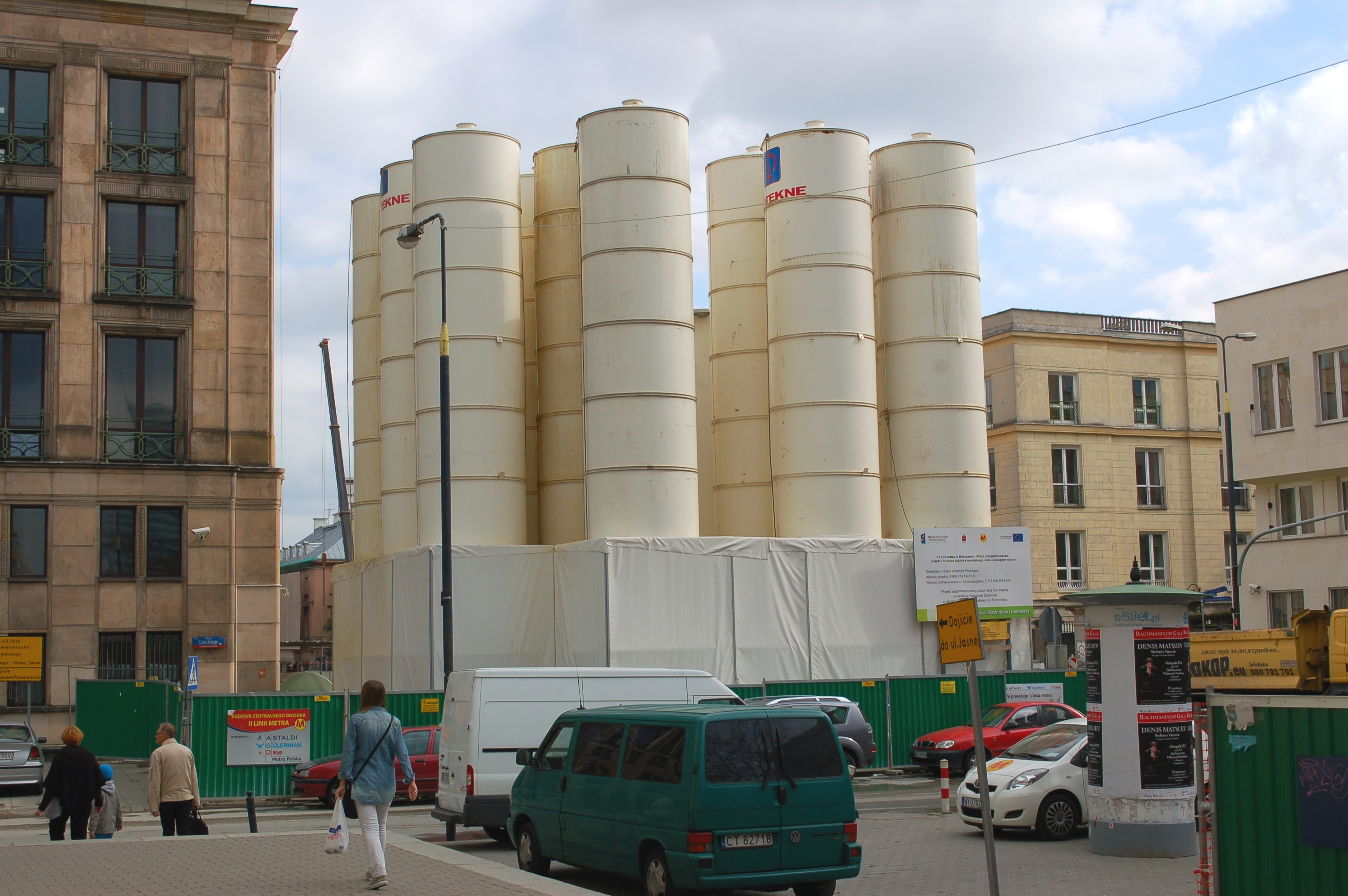
Budowa stacji (28 września 2012)

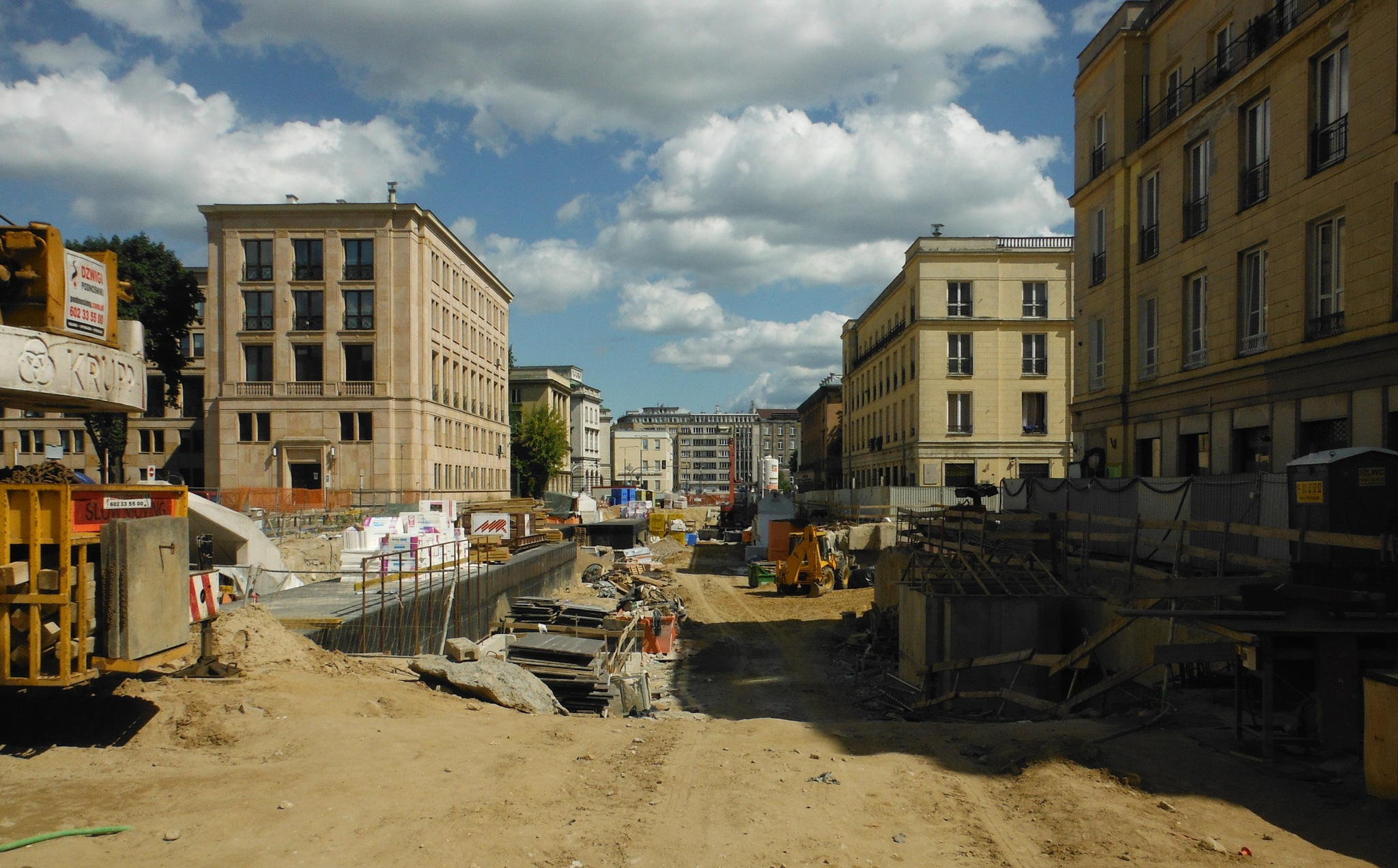
Budowa stacji (15 sierpnia 2013)

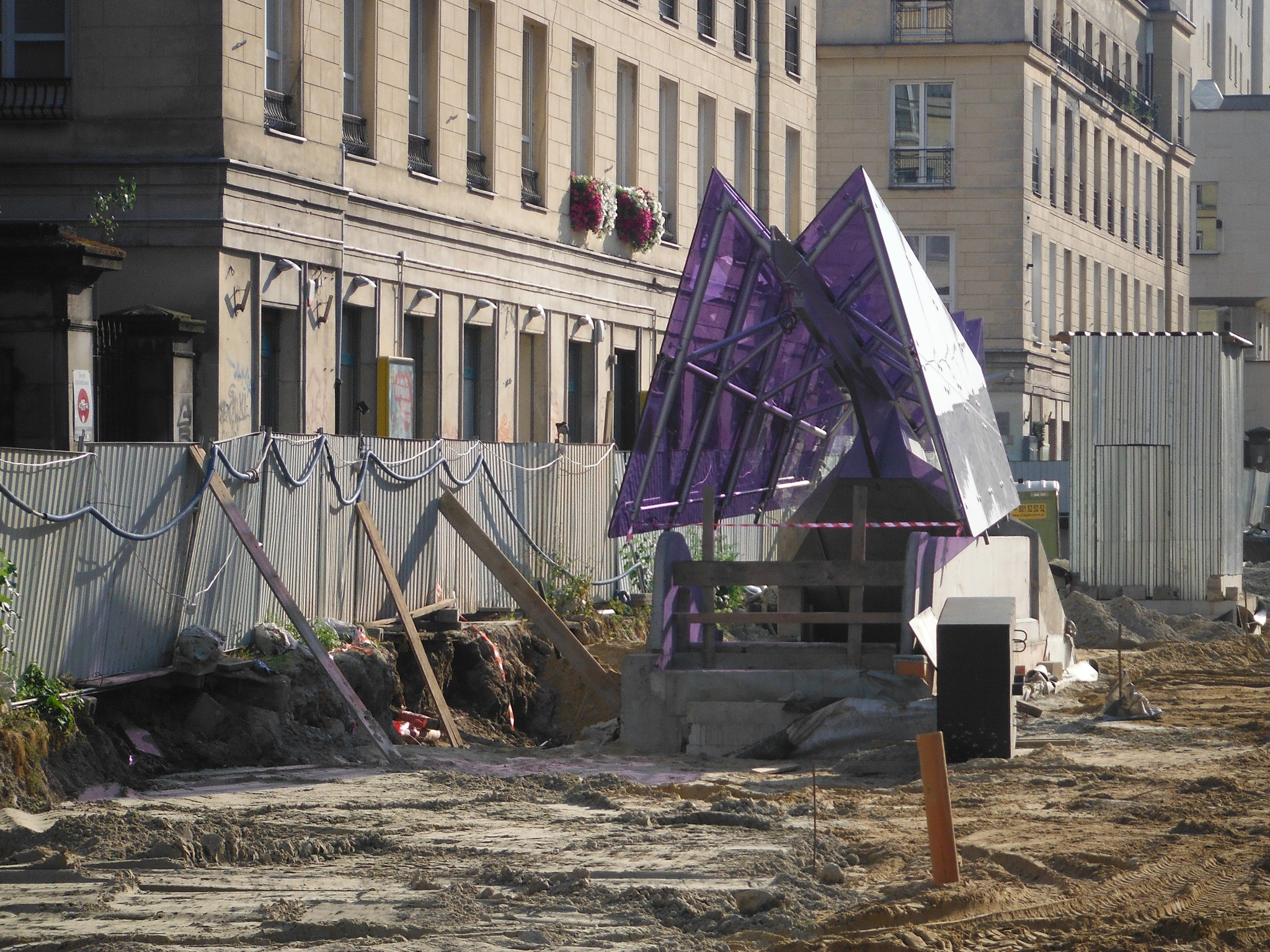
Budowa stacji (2 sierpnia 2014)

### Projekt
Projekt koncepcyjny centralnego odcinka II linii warszawskiego metra, w tym stacji, został opracowany we wrześniu 2008. Projektantem generalnym jest Andrzej Chołdzyński, z którym współpracowali inni architekci. Autorem opracowania graficznego jest Wojciech Fangor, natomiast projekt branż technicznych opracował Metroprojekt. W projekcie tym stacja otrzymała oznaczenie S10.
28 października 2009 wykonawcą stacji, będącej elementem centralnego odcinka II linii metra, zostało konsorcjum AGP Metro Polska. Dla budowy stacji wybrano metodę odkrywkową tzw. podstropową. Termin realizacji inwestycji określono wtedy na październik 2013. 24 listopada 2009 wykonawca powierzył biuru projektowemu ILF Consulting Engineers Polska realizację projektu budowlanego i wykonawczego stacji.
1 lutego 2010 stacji nadano robocze oznaczenie C12 i nazwę Nowy Świat.
W kwietniu 2010 Ministerstwo Finansów nie wyraziło zgody na budowę wejścia na stację metra zlokalizowanego na jego dziedzińcu, w związku z czym wykonawca przedstawił tę kwestię inwestorowi i poprosił o akceptację zmian w projekcie. Sprawa była omawiana z Metrem Warszawskim jeszcze w maju, a 26 sierpnia 2010 wykonawca złożył projekt stacji do weryfikacji przez inwestora. Ostatecznie wejście oraz czerpnio-wyrzutnia stacyjna zostały przeniesione z terenu ministerstwa odpowiednio na ul. Świętokrzyską i pomiędzy budynek ministerstwa i budynek uniwersytetu, wentylatornię obniżono i umieszczono u frontu budynku ministerstwa, zmieniono kształt zadaszeń wejść, a cała stacja ze względu na brak miejsca dla projektowanych sieci podziemnych została przesunięta na południe.

### Budowa
22 grudnia 2010 został złożony wniosek o pozwolenie na budowę stacji, pod koniec lutego 2011 uzupełniono informacje wymagane do uzyskania tego pozwolenia i ostatecznie zostało ono wydane 29 marca 2011. 4 kwietnia 2011 inwestor przejął teren budowy stacji oraz jej zaplecze zlokalizowane w rejonie ulic Świętokrzyskiej, Tamka i Kopernika.
23 maja 2011 złożony został projekt czasowej organizacji ruchu w okolicach terenu budowy stacji. Prace związane z jego wprowadzeniem trwały do połowy lipca 2011 i ostatecznie w nocy z 15 na 16 lipca została zamknięta ul. Świętokrzyska na odcinku między ulicami Czackiego i Nowy Świat, natomiast ul. Kubusia Puchatka stała się dwukierunkowa.
Na początku sierpnia 2011 po północnej stronie przyszłej stacji trwały prace związane z kolizjami sieci podziemnych. 18 sierpnia, podczas wykonywania tychże prac, po północnej stronie ul. Świętokrzyskiej odkryto pozostałości po dawnych piwnicach. Zrujnowane, noszących ślady pożaru i zasypane gruzem ruiny były fragmentami ścian i ceglanego muru z widocznym miejscem, w którym rozpoczynały się łuki sklepienia. Po natrafieniu na znalezisko zostało to zgłoszone Metru Warszawskiemu i nadzorowi archeologicznemu, który po inwentaryzacji znaleziska pozwolił kontynuować prace budowlane.
W październiku 2011 rozpoczęto przygotowania do realizacji ścian szczelinowych oraz wykonywano murki prowadzące, w listopadzie zakończono wykop wstępny do poziomu murków, a do końca 2011 kontynuowano prace związane z sieciami podziemnymi.
Na początku 2012 kontynuowano prace związane z sieciami i realizację murków prowadzących oraz przeprowadzono prace związane z zabezpieczeniem wykopu przy dwóch budynkach zlokalizowanych przy ul. Wareckiej zrealizowane metodą mikropali i polegające na wykonaniu żelbetowego oczepu. 6 marca 2012 na ul. Świętokrzyskiej od ul. Czackiego do ul. Nowy Świat został zamknięty ruch pieszy. Do lipca 2012 kontynuowano prace związane ze ścianami szczelinowymi i murkami prowadzącymi, rozpoczęto realizację czołowych ścian stacji, kontynuowano przebudowę sieci podziemnych oraz rozpoczęto odtwarzać nawierzchnię ul. Kubusia Puchatka. W połowie lipca 2012 gotowych było 90% ścian szczelinowych i do realizacji pozostała tylko ich część przy ul. Kubusia Puchatka, a także rozpoczęto przygotowywanie budowy stacji na przyjęcie tarcz TBM drążących tunele. Na początku sierpnia 2012 wykonano wykop wstępny oraz rozpoczęto prace przy układaniu zbrojenia i betonowaniu pierwszej płyty górnej, natomiast w połowie września trwały prace nad ostatnim stropem górnym oraz rozpoczęto pierwszy wykop podstropowy. Na początku października 2012 były gotowe trzy z pięciu sekcji stropu kondygnacji -1 znajdującego się na głębokości 10 m, a pod koniec grudnia zakończono prace nad przedostatnią kondygnacją i przystąpiono do realizacji pierwszej części płyty dennej znajdującej się na głębokości 27 m. Równocześnie przy powierzchni trwały prace przy wejściach na stację.
Na początku lutego 2013 gotowy był odcinek betonowego toru kołyskowego dla tarcz TBM. 7 marca 2013 Rada m.st. Warszawy zmieniła dotychczasową nazwę stacji na Nowy Świat-Uniwersytet, natomiast pod koniec marca ukończono płytę fundamentową oraz wykonano tzw. false tunnel stanowiący uszczelnienie między tunelem i korpusem stacji potrzebny przy wejściu tarcz TBM na teren stacji. 7 maja 2013 termin realizacji inwestycji przesunięto z IV kwartału 2013 na 30 września 2014. Na początku czerwca gotowe były części podziemne wszystkich wejść prowadzących na stację, a pod koniec czerwca na płycie górnej w prefabrykowanym kanale położono docelową sieć ciepłowniczą, zaizolowano strop pierwszego z wejść na stację oraz wykonano słupy na trzech kondygnacjach podziemnych.
16 sierpnia 2013 do wnętrza stacji przebiła się tarcza Anna, natomiast 5 września tarcza Maria. Następnie na najniższej kondygnacji -4 trwało oczyszczanie torów kołyskowych z materiału wtłoczonego przez tarcze, a maszyny przeszły serwis techniczny.
Na początku stycznia 2014 rozpoczęto zasypywanie stropu stacji, które przeprowadzano etapowo ze względu na montaż przebiegających nad stropem instalacji kanalizacyjnych i wodociągowych. Pod koniec stycznia natomiast na terenie stacji trwały prace wykończeniowe – na kondygnacjach -1 i -2 zamontowano pierwsze schody ruchome i układano kamienne posadzki, w podstacji energetycznej znajdującej się na poziomie -1 zamontowano pierwsze transformatory, natomiast na poziomie peronu skuwano tzw. fałszywe tunele oraz wykonano pierwszych 6 słupów kielichowych. Przygotowywane były również do montażu torowiska tunele szlakowe prowadzące do stacji Świętokrzyska. W połowie maja 2014 ukończono konstrukcję peronu i słupów na nim, na montaż czekały dwa ostatnie biegi schodów ruchomych, na wszystkich kondygnacjach trwały prace instalacyjne, w halach odpraw montowano panele ścienne i podłogowe oraz trwały prace przygotowawcze do zamknięcia otworu technologicznego. Pod koniec sierpnia 2014 na tydzień zamknięte zostało skrzyżowanie ul. Nowy Świat z ul. Świętokrzyską na czas korygowania geometrii jezdni tego skrzyżowania.
31 sierpnia 2014 na stacji miał odbyć się Dzień Otwarty, jednak ze względu na prowadzone prace elektryczne i wcześniejszą możliwość podłączenia obiektu do zasilania docelowego wydarzenie zostało przeniesione na 7 września i zrealizowane przy pełnym zasilaniu.

### Odbiory techniczne i oddanie do użytku
30 września 2014 wykonawca centralnego odcinka II linii metra zgłosił inwestycję do odbiorów technicznych.
9 listopada 2014 miał miejsce Dzień Otwarty Metra, w ramach którego zwiedzający mogli zobaczyć wszystkie stacje centralnego odcinka II linii metra, w tym Nowy Świat-Uniwersytet.
W połowie stycznia 2015 na terenie obiektu zakończyły się odbiory zewnętrzne, a 20 lutego Wojewódzki Inspektorat Nadzoru Budowlanego wydał pozwolenie na użytkowanie stacji.
8 marca 2015 o godz. 9:30 stacja została uruchomiona wraz z całym centralnym odcinkiem linii metra M2.

## Lokalizacja

### Położenie

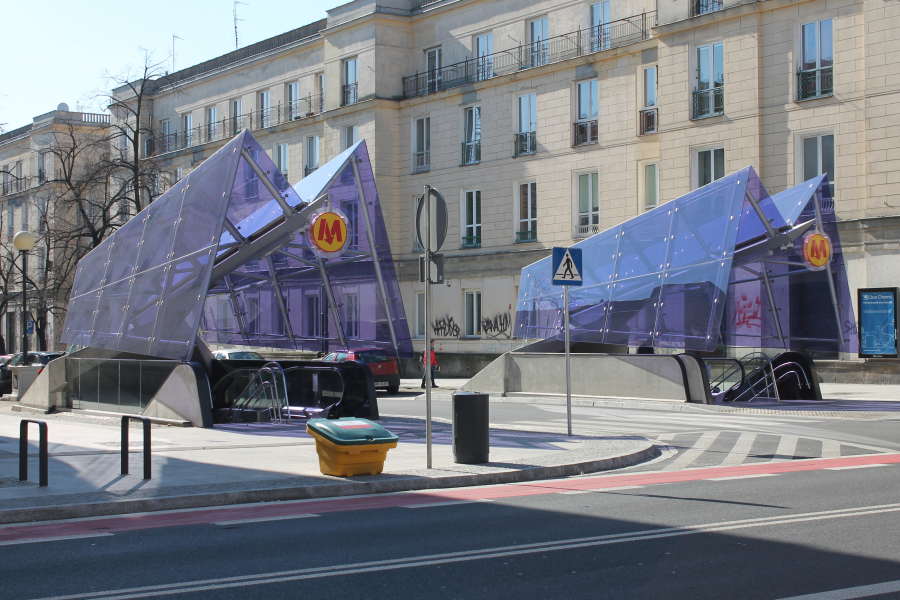
Wejścia prowadzące na stację

Stacja C12 Nowy Świat-Uniwersytet jest zlokalizowana w dzielnicy Śródmieście. Leży wzdłuż ul. Świętokrzyskiej, pomiędzy ulicami Czackiego i Nowy Świat. Jest to najgłębsza stacja, której peron znajduje się na poziomie 23 m poniżej gruntu, co wynika z usytuowania stacji w pobliżu korony skarpy wiślanej i konieczności stopniowego zagłębiania tuneli przy zachowaniu dopuszczalnych spadków.
Na głowicę zachodnią stacji prowadzą dwa wejścia przy ul. Kubusia Puchatka, jedno wejście po północnej stronie ul. Świętokrzyskiej skierowane w stronę ul. Czackiego oraz jedna winda, natomiast na głowicę wschodnią prowadzą dwa wejścia po obu stronach ul. Świętokrzyskiej skierowane w stronę Traktu Królewskiego i jedna winda.
Stacją poprzednią jest C11 Świętokrzyska i prowadzi do niej tunel północny o długości 417 m oraz południowy o długości 416 m, który jest najkrótszym tunelem szlakowym centralnego odcinka II linii warszawskiego metra. Stacją następną natomiast jest stacja C13 Centrum Nauki Kopernik, do której prowadzą najdłuższe i najbardziej strome tunele na tym odcinku linii M2 – tunel południowy ma długość 951 m i największe pochylenie wynoszące 3,814%, natomiast tunel północny ma długość 947 m i największe pochylenie wynoszące 2,99%. Odległość od osi obiektu do osi stacji Świętokrzyska wynosi 557 m, natomiast odległość do osi stacji Centrum Nauki Kopernik to 1091 m.

### Otoczenie

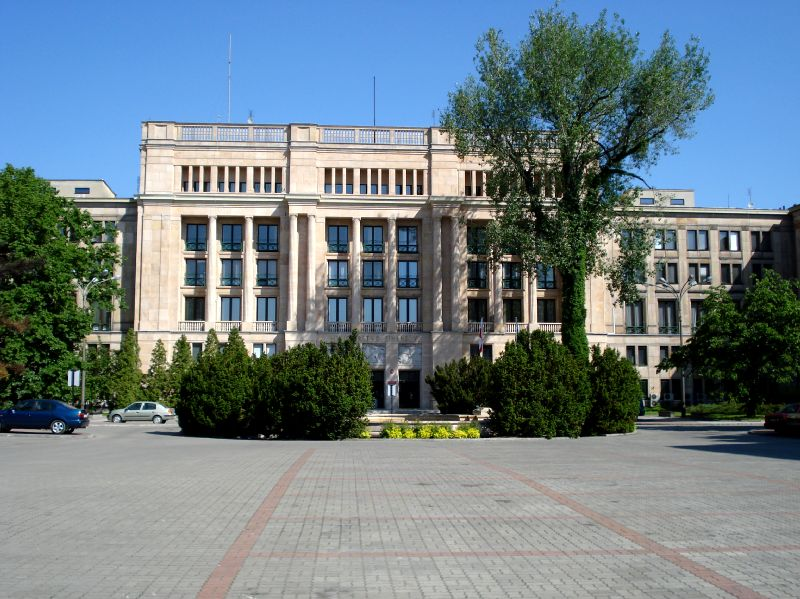
Gmach Ministerstwa Finansów

- Ministerstwo Finansów
- Narodowy Bank Polski
- Uniwersytet Warszawski
- Pałac Zamoyskich
- Pałac Staszica

### Połączenia komunikacyjne
W okolicach stacji znajduje się zespół przystankowy Nowy Świat, w którego skład wchodzą cztery przystanki autobusowe – dwa w bezpośrednim sąsiedztwie stacji po każdej ze stron ul. Świętokrzyskiej oraz dwa po wschodniej stronie skrzyżowania ul. Świętokrzyskiej z Nowym Światem. Na południe od tego skrzyżowania po obydwu stronach ul. Nowy Świat zlokalizowane są również dwa przystanki autobusowe Ordynacka. Obydwa zespoły miały po uruchomieniu stacji metra zmienić nazwę na Metro Nowy Świat-Uniwersytet, ale ostatecznie wycofano się z tego pomysłu.
Na wschód od stacji, przy skrzyżowaniu Świętokrzyskiej z Nowym Światem, zlokalizowana jest stacja Veturilo.

## Wygląd

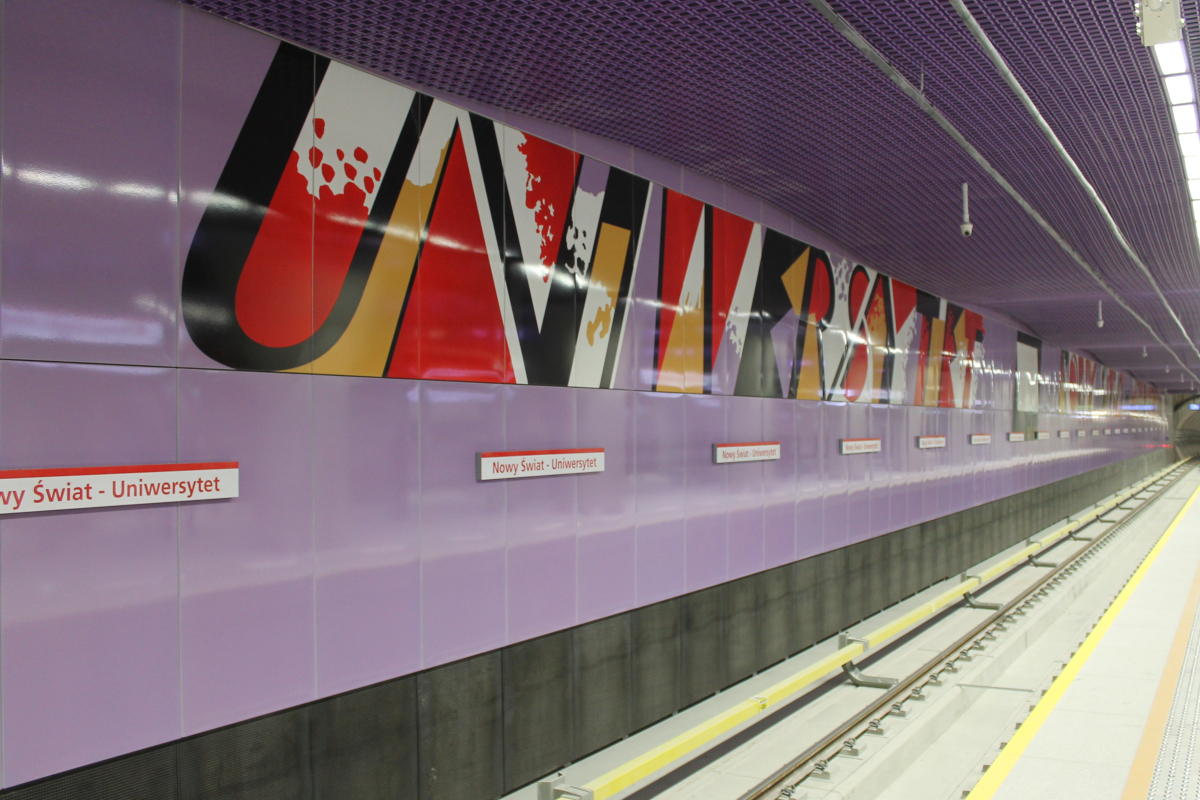
Ściana zatorowa

Stacja ma długość 140 m i maksymalną szerokość 25 m. Kubatura obiektu wynosi 65 414 m³, natomiast powierzchnia 16 823 m².
Obiekt składa się z trzech kondygnacji. Na poziomie -1 znajdują się przejścia podziemne, hale odpraw i pomieszczenia technologiczne, a także posterunek policji, poziom -2 to kondygnacja pośrednia dzieląca schody ruchome, natomiast na poziomie -3 zlokalizowany jest peron pasażerski.
Kolorem przewodnim stacji jest fiolet. W suficie nad peronem o długości 120 m i szerokości 10,5 m umieszczono 9 okrągłych lampionów oraz wpuszczono w niego przez podświetlone otwory dwa rzędy słupów. Na ścianach zatorowych umiejscowiono grafiki autorstwa Wojciecha Fangora.
Na stacji zamontowanych jest 17 ciągów schodów ruchomych. Schody prowadzące z antresoli na peron pasażerski nie są bezpośrednie, a dzielą się na poziomie pośrednim.
Zarząd Transportu Miejskiego po otwarciu stacji planował w 2015 uruchomić na niej Punkt Obsługi Pasażerów. Ostatecznie miało to miejsce 4 stycznia 2016.

## Liczba pasażerów

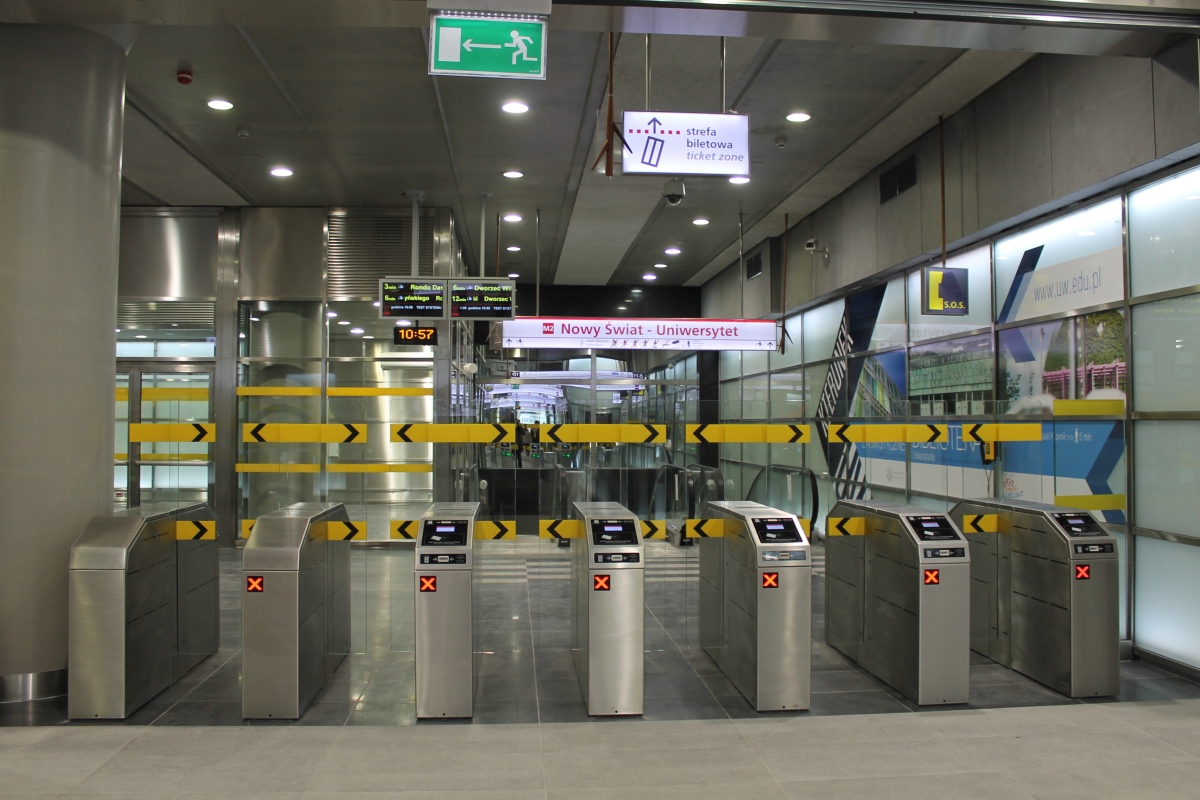
Bramki biletowe we wschodniej hali odpraw

8 marca 2015, w dniu uruchomienia linii M2, przejazdy nią były bezpłatne i liczbę pasażerów, którzy w ciągu tego niepełnego dnia eksploatacji skorzystali ze wszystkich stacji razem, oszacowano na około 233 tys. W kolejnych dniach użytkowania dokonano pomiarów na każdej ze stacji z osobna i według danych z liczników bramek biletowych wynika, że stacja cieszy się średnią popularnością.
Pod koniec maja 2015, po niespełna trzech miesiącach eksploatacji, liczba pasażerów na linii M2 ustabilizowała się. W ostatnim tygodniu maja 2015 zanotowano wzrost przewozów związany z finałem Ligi Europy, który rozegrano 27 maja na Stadionie Narodowym. Na początku czerwca 2015 stacja była czwartą najpopularniejszą stacją.

## Inne informacje
- Stacja była ulubioną stacją na linii M2 wśród ankietowanych w ramach badań zadowolenia pasażerów zorganizowanych pod koniec czerwca 2015[62].
- Stacja stała się miejscem akcji i dała tytuł postapokaliptycznej powieści Stacja: Nowy Świat Bartka Biedrzyckiego, w której w niecałą dekadę po globalnej wojnie atomowej ludzie ocaleli w podziemiach Warszawy toczą wojny o dominację nad poszczególnymi odcinkami stołecznego metra[63].